# Saltaq
Saltaq è un comune dell'Azerbaigian situato nel distretto di Culfa.